# Messe für den Gründonnerstag
Die Messe für den Gründonnerstag (WAB 9) ist eine Missa brevis, die 1844 von Anton Bruckner komponiert wurde.

## Entstehung und Stellung im Gesamtwerk
Bruckner komponierte die Messe für den Gründonnerstag, eine Choralmesse in F-Dur für gemischten Chor a cappella 1844, während er Schulgehilfe in Kronstorf war. Er widmete das Werk Ad maiorem Dei gloriam.
Das Werk, dessen Manuskript im Archiv von Wels aufbewahrt wird, wurde zuerst in Band I, S. 258–274 der Göllerich/Auer-Biographie veröffentlicht. In 1931 erschien nur das Graduale Christus factus est bei Anton Böhm & Sohn, so dass das Werk von Grasberger als Christus factus est, WAB 9 klassifiziert wurde.
Die vollständige Partitur der Messe ist erschienen in Band XXI/5 der Bruckner Gesamtausgabe.

## Teile
Das Werk besteht aus sechs Teilen:
1. Graduale Christus factus est
2. Credo
3. Offertorium Dextera Domini
4. Sanctus
5. Benedictus
6. Agnus Dei

Auf dem Deckblatt des Manuskripts heißt es:
Vierstimmige Choral-Messe ohne Kyrie und Gloria für den Gründonnerstag
auch mit fug[iertem] Kyr[ie] und Glor[ia] [1]845 comp[oniert]
A.M.D.G. comp[oniert] [1]844, Anton Bruckner
Oben auf Seite 3 des Manuskripts steht In coena Domini.

### Text desDextera Domini
Lateinisch

Dextera Domini fecit virtutem,

Dextera Domini exaltavit me,

Non moriar, sed vivam,

et narrabo opera Domini.
Deutsch

Die Rechte des Herrn wirkt mit Macht,

Die Rechte des Herrn hat mich erhoben.

Ich werde nicht sterben, sondern leben

Und die Taten des Herrn verkündigen.

## Kompositionsmerkmale
Diese Chormesse für gemischten Chor ohne Kyrie und Gloria für Gründonnerstag weist wie die vorangegangene Kronstorfer Messe stilistische Ähnlichkeiten mit Palestrina auf. Sie enthielt ursprünglich kein Kyrie und kein Gloria, aber das Graduale Christus factus est und das für das Fest bearbeitete Offertorium Dextera Domini. Vom Credo ist nur der erste Teil komponiert, bis zu „descendit de caelis“. Das Sanctus ist eine leicht abgewandelte Version des Sanctus der Kronstorfer Messe.
Wie in der folgenden Missa solemnis und den Messen Nr. 1 und Nr. 2 ist das Incipit des Credos nicht komponiert und wird vom Priester im gregorianischen Modus gesungen; der Chor setzt dann den Gesang des Credos fort.
Das Manuskript des Kyrie und des Gloria, die 1845 zusätzlich komponiert wurden, ist verschollen.

## Verwendung in der modernen Liturgie
Um die Messe für den Gründonnerstag während einer Eucharistie nutzen zu können,
- schuf Joseph Messner 1941 ein Kyrie und ein Gloria und vervollständigte das Credo, indem er Elemente aus den anderen Teilen der Messe verwendete und fügte eine Orgelbegleitung ad libitum hinzu.[10]
- komponierte Michael Stenov 2018 ein Kyrie und ein Gloria und vollendete das Fragment des Credos im Bruckner-Stil. Diese Vollendung wurde in der Karmeliterkirche von Linz während der Feierlichkeiten zum Palmsonntag und Gründonnerstag uraufgeführt.[13]

## Diskografie
Originalfassung

Es gibt nur eine Aufnahme der vollständigen Originalfassung der Messe:
- Rupert Gottfried Frieberger, Vokalensemble der Stiftsmusik Schlägl: Anton Bruckner – Kirchenmusikalische Werke – Fabian Records CD 5115, ca. 2005

Messner-Überarbeitung
- Joseph Pančik, Prager Kammerchor, Josef Kšica (Orgel): Anton Bruckner – Motetten / Choral-Messe – CD Orfeo C 327 951 A, 1993
- Ludo Claesen, Sint Maartenkoor Hasselt, Paul Steegmans (Orgel) – CD: Aurophon 31 4 81, Ende der 1990er Jahre (ohne Credo)